# Slavko Osterc
Slavko Osterc (ur. 17 czerwca 1895 w Veržeju, zm. 23 maja 1941 w Lublanie) – słoweński kompozytor.

## Życiorys
Studiował w Mariborze u Emerika Berana, następnie w latach 1925–1927 uczył się w konserwatorium w Pradze u Karela Boleslava Jiráka, Vítězslava Nováka i Aloisa Háby. Po ukończeniu studiów do 1939 roku pracował w Lublanie jako wykładowca konserwatorium, od 1939 do 1941 roku był natomiast profesorem akademii muzycznej.

## Twórczość
W swojej twórczości sięgał po nowe prądy w muzyce. Początkowo stosował tonalność, następnie przeszedł do atonalności i politonalności, eksperymentował też z muzyką ćwierćtonową. Wczesne kompozycje Osterca utrzymane są w idiomie neoromantycznym, w późniejszych zwrócił się ku ekspresjonizmowi i formom neobarokowym, czerpał też inspiracje z folkloru. Jako pierwszy twórca wprowadził do muzyki słoweńskiej cechującą się lapidarnością tzw. operę minutową.

## Wybrane kompozycje
(na podstawie materiałów źródłowych)

### Utwory orkiestrowe
- Symfonia C-dur (1922)
- Bagatele (1922)
- Suita (1929)
- Koncert na orkiestrę (1932)
- Ouverture classique (1932)
- Koncert na fortepian i instrumenty dęte (1933)
- Passacaglia i chorał (1934)
- 4 pièces symphoniques (1939)
- poemat symfoniczny Mati (1940)
- Nokturn na smyczki (1940)

### Utwory kameralne
- 2 kwartety smyczkowe (I 1927, II 1934)
- Sonata na 2 klarnety (1929)
- Suita na skrzypce i fortepian (1932)
- Kwintet dęty (1932)
- Sonata na saksofon (1935)
- Sonata na wiolonczelę i fortepian (1941)

### Utwory fortepianowe
- Preludium i fuga na fortepian ćwierćtonowy (1929)
- Toccata (1934)
- 4 miniatury (1938)
- Fantaisie chromatique (1940)

### Utwory wokalno-instrumentalne
- Usta so mi bila nema na głos i fortepian (1924)
- Procesija na głos i fortepian (1934)
- Male pesmi za Ireno na sopran i zespół kameralny (1935)

### Opery
- Salome (1919–1930)
- Krst pri Savici (1921)
- Iz komične opere (1928, wyst. Lublana 1928)
- Krog s kredo (1928–1929)
- Dandin v vicah (1930)
- Medea (1930, wyst. Lublana 1932)

### Balety
- Iz satanovega dnevnika (1924)
- Maska rdeče smrti (1930)
- Iluzije (1938–1940)